# Allocyclops ritae
Allocyclops ritae – gatunek widłonoga z rodziny Cyclopidae. Nazwa naukowa gatunku została po raz pierwszy opublikowana w 1978 roku przez belgijskich biologów Henriego J. Dumonta i Erica H. Lamoota. Miejsce typowe to niewielki okresowy zbiornik wodny o średnicy zaledwie około 1,5 m, usytuowany na granitowej skale w rezerwacie Lamto, w pobliżu centrum badań biologicznych Lamto w Wybrzeżu Kości Słoniowej, w miejscu o nazwie „Savane du Virage Glissant”.